# 해동명장전
《해동명장전》(海東名將傳)은 조선의 문신 홍양호가 한국사에서 명장으로 평가받는 인물들을 모아 1794년에 간행한 전기집이다.

## 인물 목록

### 권1
- 김유신(金庾信)
- 장보고(張保皐)
- 정년(鄭年)
- 심나(沈那)
- 소나(素那)
- 부분노(扶芬奴)
- 을지문덕(乙支文德)
- 안시성주(安市城主)
- 흑치상지(黑齒常之)
- 유금필(庾黔弼)
- 강감찬(姜邯贊)
- 양규(楊規)
- 윤관(尹瓘)

### 권2
- 오연총(吳延寵)
- 김부식(金富軾)
- 조충(趙冲)
- 김취려(金就礪)
- 박서(朴犀)
- 송문주(宋文胄)
- 김경손(金慶孫)
- 이자성(李子晟)

### 권3
- 김방경(金方慶)
- 한희유(韓希愈)
- 원충갑(元冲甲)
- 안우(安祐)
- 김득배(金得培)
- 이방실(李芳實)
- 정세운(鄭世雲)
- 안우경(安遇慶)
- 정지(鄭地)

### 권4
- 최영(崔瑩)
- 이지란(李之蘭)
- 최윤덕(崔潤德)
- 이종생(李從生)
- 어유소(魚有沼)
- 이순신(李舜臣)
- 권율(權慄)

### 권5
- 곽재우(郭再祐)
- 정문부(鄭文孚)
- 황진(黃進)
- 휴정(休靜)
- 유정(惟政)
- 영규(靈圭)
- 정기룡(鄭起龍)
- 김시민(金時敏)

### 권6
- 이정암(李廷馣)
- 임중량(林仲樑)
- 김덕령(金德齡)
- 정충신(鄭忠信)
- 김응하(金應河)
- 김응해(金應海)
- 임경업(林慶業)
- 정봉수(鄭鳳壽)
- 유림(柳琳)
- 유형(柳珩)